# Ожирение у домашних животных

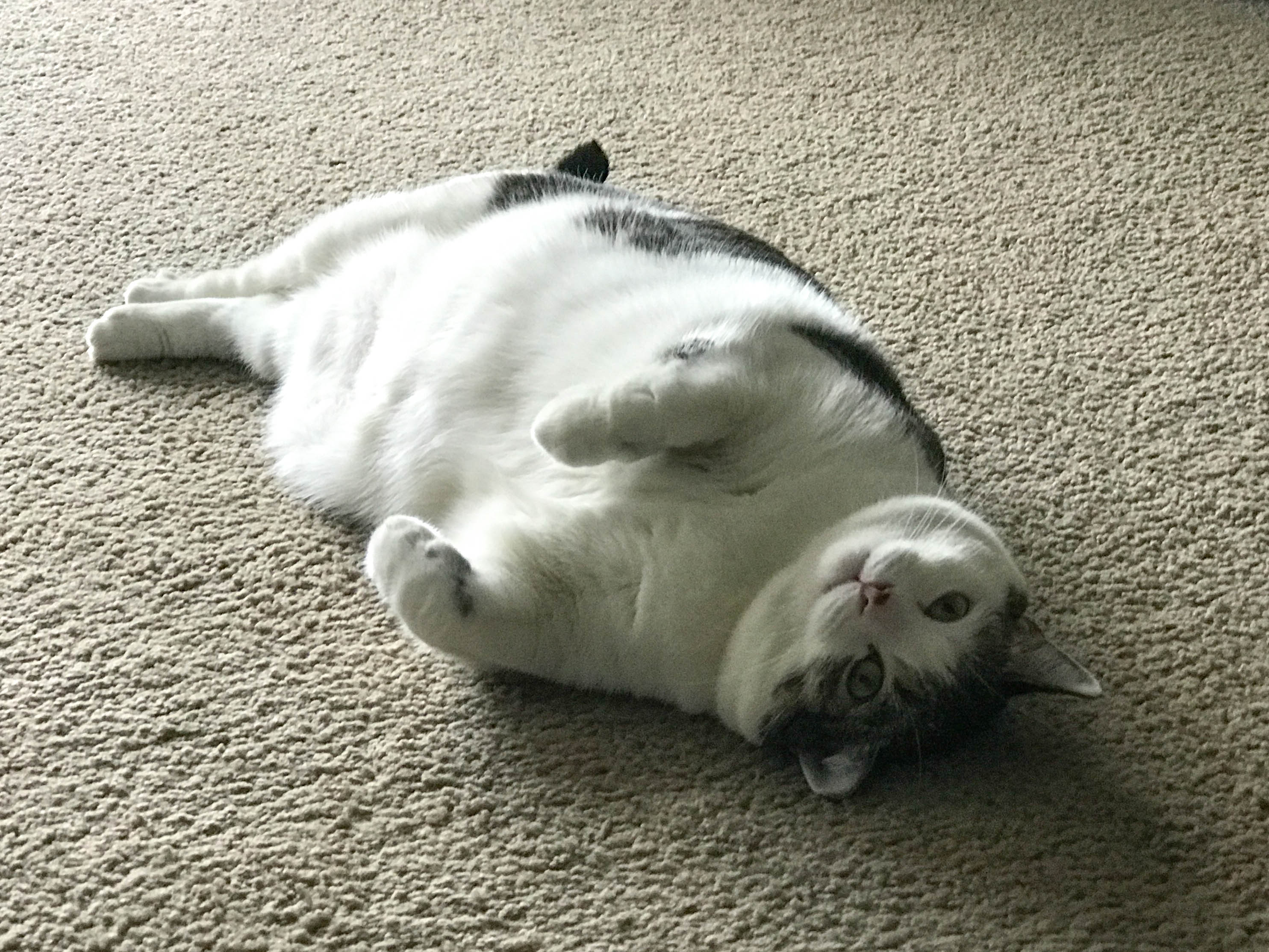
Кот с ожирением

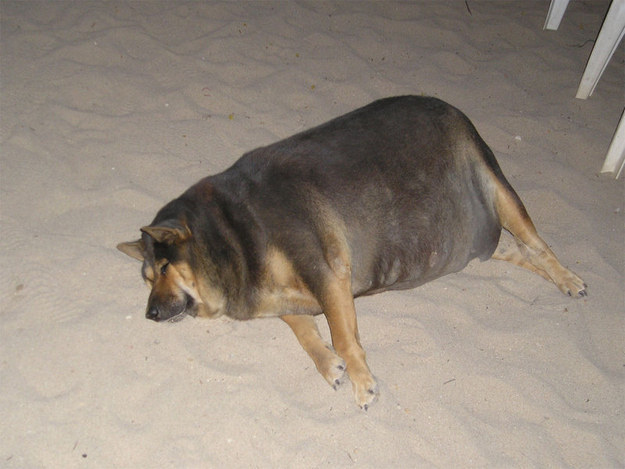
Собака с ожирением

Ожирение встречается у домашних животных довольно часто. Изобилие высококалорийных кормов для животных (в основном кошачий и собачий корм), малоподвижный образ жизни и перекармливание приводит к избыточному весу у домашних питомцев. Ожирение является серьёзной проблемой, так как может привести к ряду других заболеваний у домашних животных, и в конечном случае привести к ранней смерти.

## Суть проблемы
Ожирение домашних животных является основным риском для здоровья животного и может стать причиной таких заболеваний, как диабет, артрит и заболевания сердца. Ветеринарные врачи ежедневно сталкиваются с животными, страдающими от ожирения, с собаками, которые не в состоянии совершать прогулки, толстыми котами, которые не могут прыгать и играть, а также с домашними грызунами, которые не могут очистить себя должным образом
Проблема ожирения домашних животных стала очень острой, особенно в крупных мегаполисах. Собаки и кошки порой весят в 2 раза больше нормы. В Британии 1/3 всех домашних собак и примерно 25 % домашних котов страдают ожирением. По России данная статистика отсутствует. Животные круглые сутки сидят взаперти, так как хозяева бывают весь день на работе. Животных не выгуливают, из-за этого они набирают вес. За рубежом в некоторых ветклиниках вводятся курсы по снижению веса домашних животных.
По оценкам, 18,5 миллионов домашних животных питаются неправильно, из них 13,5 миллионов животных проходят лечение от ожирения.

## Патогенез
Сущность алиментарного ожирения заключается в неадекватном соотношении притока энергетических веществ в виде жиров и углеводов и их расхода. Поступление углеводов и жиров значительно превосходит их расход на энергонужды организма. В результате этого образовавшийся в избыточном количестве жир откладывается в сальнике, подкожной клетчатке и других тканях. Развитие ожирения обусловливается также гипофункцией яичников, недостатком соматотропного гормона, кастрацией животных. При ожирении в крови и тканях накапливаются промежуточные продукты обмена жиров, углеводов, белков, на стенках сосудов откладывается холестерин, развиваются атеро- и артериосклероз. Избыточное отложение жира в печени ведёт к её жировой дистрофии.

## Диагностика
Диагноз устанавливают по клиническим признакам. Эндокринное ожирение диагностируют путём длительного наблюдения за животными, определения в крови содержания гормонов щитовидной железы, гипофиза и др.